# Rhacophorus vampyrus
Espèce
Statut de conservation UICN

 EN B1ab(i,iii) : En danger
Rhacophorus vampyrus est une espèce d'amphibien de la famille des Rhacophoridae.

## Développement
Rhacophorus vampyrus a une vie intégralement arboricole qui lui vaut l'appellation de grenouille volante. Elle pond ses œufs dans des cavités d'arbres formant de petits bassins permettant d'immerger les têtards et de les protéger des éventuels prédateurs qui sillonnent les lacs et rivières. Au stade de têtard, le Rhacophorus vampyrus possède deux petits crocs noirs qui ont valu à l'espèce cette dénomination de vampyrus. Les auteurs de la découverte supposent qu'ils serviraient à ouvrir les œufs non fécondés que leur servent leurs parents dans les premiers jours.

## Répartition
Cette espèce est endémique de la province de Lâm Đồng au Viêt Nam. Elle se rencontre dans le parc national Bidoup Nui Ba entre 1 470 et 2 004 m d'altitude sur le plateau Langbian.

## Publication originale
- Rowley, Le, Thi, Stuart & Hoang, 2010 : A new tree frog of the genus Rhacophorus (Anura: Rhacophoridae) from southern Vietnam. Zootaxa, n. 2727, p. 45–55 (texte intégral).